# Macaranga meiophylla
Macaranga meiophylla är en törelväxtart som beskrevs av Spencer Le Marchant Moore. Macaranga meiophylla ingår i släktet Macaranga och familjen törelväxter.
Artens utbredningsområde är Nya Kaledonien. Inga underarter finns listade i Catalogue of Life.